# Organ²/ASLSP
Organ²/ASLSP (angleško Organ²/As Slow As Possible) je najpočasnejši in najdaljši koncert vseh časov. Izvajati so ga začeli 5. septembra 2001, končali pa ga bodo leta 2639. Njegov idejni avtor je skladatelj John Cage, ki si je sprva (leta 1985) zamislil istoimensko klavirsko kompozicijo v trajanju 20 minut. Leta 1987 jo je priredil za orgle, ki sodijo med glasbila, za katera je dolgoročno potrebno le malo vzdrževanja, kot mehansko glasbilo pa lahko proizvajajo tone brez predaha, izvajalci (orglarji) se lahko pri tem izmenjujejo.
Leta 1997 so se glasbeniki in filozofi na konferenci odločili, da Cageovo navodilo, »izvajati kolikor mogoče počasi«, za orgle ne predstavlja nobenih ovir, izbrali so primeren prostor: cerkev v nemškem mestu Halberstadt. Sv. Burchardi je bila nekaj časa zapuščena, v njej pa so bile orgle, izdelane leta 1361. Ker je bil začetek koncerta sprva načrtovan za leto 2000, je bil določen čas trajanja koncerta enak takratni starosti orgel (639 let). 8 strani Cageove orgelske partiture so zato razvlekli tako, da je vsaka nova nota zaigrana v razmiku več mesecev ali let. Ob redkih novih slišnih spremembah občinstvo napolni cerkev.

## Spremembe tonov
- 5. julij 2004
- 5. julij 2005
- 5. januar 2006
- 5. maj 2006
- 5. julij 2008
- 5. november 2008
- 5. februar 2009
- 5. julij 2010
- 5. februar 2011
- 5. avgust 2011
- 5. julij 2012
- 5. oktober 2013
- 5. september 2020
- 5. februar 2022
- 5. februar 2024